# Birkenes
Birkenes é uma comuna da Noruega, com 675 km² de área e 4 339 habitantes (censo de 2004).         